# Afrana dracomontana
Afrana dracomontana és una espècie de granota que viu a Lesotho i, possiblement també, a Sud-àfrica.
Està amenaçada d'extinció per la pèrdua del seu hàbitat natural.